# Naseiro
La Romería do Naseiro, popularmente conocida como Romaxe do Bo Xantar (en español: Romería del buen comer), es una festividad que se celebra a finales del mes de agosto (el día grande es siempre el cuarto domingo del mes de agosto, aunque comienza el viernes anterior y dura hasta el martes siguiente), en el valle de Naseiro, en un paraje que delimitan los meandros del río Landro, entre las localidades de Landrove y Chavín, parroquia de San Pedro,dentro del municipio de Vivero, a unos cinco kilómetros de la población de Vivero. Es, desde 1967, fiesta de Interés Turístico Nacional.
En el recinto donde se celebra la romería, conviven miles de personas que se alojan en improvisadas cabañas y casetas para comer, cantar, bailar y dormir poco, entre otras cosas. En el valle, se crea un poblado entre las cabañas, mercadillo, chiringuitos de comida y bebida, los escenarios de las orquestas y las atracciones. Las cabañas, las montan desde el estilo menos elaborado y más económica, hasta las muy trabajadas, incluyendo desde neveras a cocinas completas, y desde pequeñas radios a equipos de música dignos de cualquier discoteca, televisores, etc.
La fiesta comienza la tarde-noche del viernes, el día del pulpo, momento en que se consumen miles de raciones servidas por pulpeiros mientras resuenan las canciones de las charangas y los gaiteiros, ya que ese día no hay orquesta.
Cada uno de los cinco días está dedicado a una comida, empezando el viernes por el pulpo, y siguiendo el resto de días con el caldo, empanada y la típica sardiñada.
El lunes, a las cinco y media de la tarde, se realiza el descenso humorístico del Landro desde el Souto da Retorta, paraje declarado de interés natural, en donde los romeros, con disfraces, y auténticos artilugios creados con gran imaginación, descienden el río hasta la altura del campo de la fiesta.

## Etimología
El topónimo "naseiro" indica una cárcava del río donde se colocan las "nasas",  "lugar reservado para la pesca con nasa".

## Historia
José Barro González, un empresario de Vivero que regentaba el hoy desaparecido complejo industrial de Barro-Chavín, en el que se fabricaban piezas y carrocerías para automóviles, planeó saltarse un decreto en vigor desde la época de la República que concedía a los trabajadores 30 días de vacaciones en el primer tercio del siglo XX, organizando una comida. 
La fiesta se celebraría el antepenúltimo domingo de agosto. 
Desde entonces se ha venido convocando de forma ininterrumpida la Romería do Naseiro. En 1967, con la presencia del ministro de Información y Turismo Manuel Fraga Iribarne, fue declarada fiesta de Interés Turístico Nacional.